# 신라공업고등학교
신라공업고등학교(新羅工業高等學校)는 대한민국 경상북도 경주시 천북면 신당리에 있는 사립 고등학교이다.

## 학교 연혁
- 1979년 4월 28일 : 수석고등기술학교 설립계획 승인(초대 손수혁 교장 취임)
- 1980년 1월 10일 : 수석고등기술학교 설립인가 취득(전기과 2학급, 상업과 2학급)
- 1980년 1월 10일 : 초대 손수혁 교장 취임
- 1984년 2월 2일 : 학교법인 수석학원 설립 인가 및 고등학교 학력 인정 지정
- 1984년 10월 4일 : 경주군 천북면 신당리 1084번지로 교사 신축 이전
- 1986년 11월 26일 : 수석공업고등기술학교로 교명 변경 (상업과 폐지, 자동차정비과 2학급 신설)
- 1990년 10월 8일 : 수석공업고등학교로 교명 변경 인가
- 1991년 10월 10일 : 신라공업고등학교로 교명 변경, 학급 증설 인가 (자동차과 1, 전기과 1)
- 1995년 7월 7일 : 개나리관 준공(정보통신과실습실, 기숙사)
- 1998년 5월 7일 : 독수리관 준공(자동차과, 전자기계과 실습실)
- 2003년 5월 7일 : 수석관 완공(체육관 겸 강당)
- 2006년 8월 17일 : 특성화 고등학교로 지정
- 2008년 11월 26일 : 급식소 및 생활관 증축
- 2009년 7월 17일 : 교과 교실제 선정
- 2009년 12월 17일 : 자율학교 지정
- 2017년 5월 30일 : 학칙변경(폴리메카닉스 3, 자동차 2, 메카트로닉스 2, 전기과 2)
- 2019년 6월 20일 : 학칙변경(학과명 변경 전기과 2학급 → 전기스마트 융합과 2학급)
- 2019년 12월 3일 : 금송관 준공(기능영재 실습실)
- 2021년 3월 1일 : 제6대 서동욱 교장 취임
- 2023년 1월 4일 : 제42회 졸업식(졸업생 수 187명, 총졸업생 수 10,168명)
- 2023년 3월 2일 : 제45회 입학식(입학생 수 196명)

## 설치 학과
- 정밀기계과
- 자동차과
- 자동화시스템과
- 스마트전기과
- AI융합과

## 참고 자료
- 신라공업고등학교 - 한국교육학술정보원 학교알리미